# Allanton
Allanton – miasto w Nowej Zelandii, na Wyspie Południowej, w regionie Otago. Wg spisu ludności z 2018 roku, zamieszkałe przez nieco ponad 300 osób. Miejscowość została założona jako wioska, główny wkład w jej rozwój oraz inicjację osadnictwo mieli Polacy, przybyli tam formalnie jako obywatele pruscy w latach 40. XIX wieku. Społeczność polska miała duży wkład w tworzeniu trakcji kolejowej, w mieście, łączącej nowo powstałą osadę z resztą kraju. Wielu mieszkańców miasteczka po dziś dzień nosi polsko-brzmiące nazwiska.